# Enrico Lana
Enrico Lana (Milano, 12 settembre 1958) è un ex cestista italiano.

## Carriera
Si è reso protagonista a cavallo tra gli anni 80 e 90 militando specialmente nelle squadre di Pavia e Arese (squadra della quale è stato capitano).
Negli anni delle giovanili ha giocato nell'Olimpia Milano vincendo numerosi titoli nazionali.